# Rezerwat przyrody Jalinka
Rezerwat przyrody Jalinka – leśny rezerwat przyrody znajdujący się obok wsi Siedliska na terenie gminy Lubycza Królewska, w powiecie tomaszowskim, w województwie lubelskim. Leży w obrębie Południoworoztoczańskiego Parku Krajobrazowego.
- powierzchnia: 3,80 ha[1][2]
- rok utworzenia: 2000
- dokument powołujący: Rozporządzenie nr 105 Wojewody Lubelskiego z 26 maja 2000 roku w sprawie uznania za rezerwat przyrody[1].
- przedmiot ochrony (według aktu powołującego): zachowanie naturalnego zbiorowiska grądowego z udziałem jodły i rzadkimi gatunkami roślin oraz skamieniałych drzew trzeciorzędowych w glebie[1]

Do występujących tu roślin należą: zachyłka Roberta, wawrzynek wilczełyko, marzanka wonna, gnieźnik leśny, podkolan biały.
Przez teren rezerwatu przebiega ścieżka dydaktyczna „Szlakiem Skamieniałych Drzew”.